# Монтардоне (Модена)
Монтардоне је насеље у Италији у округу Модена, региону Емилија-Ромања.
Према процени из 2011. у насељу је живело 76 становника. Насеље се налази на надморској висини од 503 м.